# Sveta mesta in romarske poti v gorovju Ki
Sveta mesta in romarske poti v gorovju Ki so na Unescovem seznamu svetovne dediščine in so na polotoku  Ki na Japonskem.

## Kriterij izbora
Lokacije in poti za to območje dediščine so temeljile na njihovem zgodovinskem in sodobnem pomenu v verskih romanjih. Znane so bile tudi po fuziji šintoističnih in budističnih verovanj ter dobro dokumentirani zgodovini tradicij, ki trajajo več kot 1200 let. Upoštevana je bila tudi naravna pokrajina na polotoku  Ki s številnimi potoki, rekami in slapovi. Tehnično so bile za to razlikovanje nominirane neodvisne strukture v imenovanih templjih in svetiščih in ne celotne ustanove. Za to nominacijo so bili vključeni deli poti, ne pa celotna dolžina njihovih površin. Iz krajev in romarskih poti je bilo za nominacijo izbranih skupno 242 elementov.

## Seznam lokacij
| Območje         | Kulturna dobrina | Tip                          | Lega                                                         | Slika |
| --------------- | --- | ---------------------------- | ------------------------------------------------------------ | ----- |
| Jošino in Ōmine | Gora Jošino (吉野山, Jošino-jama je pomembno versko in literarno mesto, znana je po češnjevih cvetovih)                                                                                            | gora                         | Jošino-čō, Jošino-gun, Nara ken                              |       |
| Jošino in Ōmine | Svetišče Jošino Mikumari (吉野水分神社, Jošino-mikumari-džindža Svetišče je posvečeno mikumari, ženski šintoistični kami, povezani z vodo, plodnostjo in varnim porodom)                           | šintoistično svetišče        | Jošino-čō, Jošino-gun, Nara-ken                              |       |
| Jošino in Ōmine | Svetišče Kimpu (金峯神社, Kimpu-džindža honden ali glavna dvorana je zgrajena v slogu nagare-zukuri)                                                                                               | šintoistično svetišče        | Jošino-čō, Jošino-gun, Nara-ken                              |       |
| Jošino in Ōmine | Kimpusen-dži (金峯山寺, Kimpusen-ji glavni tempelj veje religije šugendō, imenovane Kinpusen-šugendō)                                                                                              | šugendo / budistični tempelj | Jošino-čō, Jošino-gun, Nara-ken                              |       |
| Jošino in Ōmine | Svetišče Jošimizu (吉水神社, Jošimizu-džindža) | šintoistično svetišče        | Jošino-čō, Jošino-gun, Nara-ken                              |       |
| Jošino in Ōmine | Ōminesan-dži (大峯山寺, Ōminesan-dži) | tempelj šugendō              | Tenkava-mura, Jošino-gun, Nara-ken                           |       |
| Svetišče Kumano | Kumano Hongū taiša]] (熊野本宮大社, Kumano Hongu taiša) | šintoistično svetišče        | Tanabe-ši, Vakajama-ken                                      |       |
| Svetišče Kumano | Kumano Hajatama taiša]] (熊野速玉大社, Kumano Hajatama taiša) | šintoistično svetišče        | Šingū-ši, Vakajama-ken; Kiho-čō, okrožje Minamimuro, Mie-ken |       |
| Svetišče Kumano | Kumano Nači taiša (熊野那智大社, Kumano Nači taiša) | šintoistično svetišče        | Načikacuura-čō, okrožje Higašimuro, Vakajama-ken             |       |
| Svetišče Kumano | Seiganto-dži]]\|青岸渡寺\|Seiganto-dži} »tempelj prečkanja modre obale«} | budistični tempelj tendai    | Načikacuura-čō, Higašimuro-gun, Vakajama-ken                 |       |
| Svetišče Kumano | Slap Nači (那智滝, Nači no Taki je eden najbolj znanih slapov na Japonskem. Z padcem 133 metrov je to najvišji vodni slap v državi z enim neprekinjenim padcem)                                    | slap                         | Načikacuura-čō, Higašimuro-gun, Vakajama-ken                 |       |
| Svetišče Kumano | Pragozd Nači (那智原始林, Nači Gendžirin) | gozd                         | Načikacuura-čō, Higašimuro-gun, Vakajama-ken                 |       |
| Svetišče Kumano | Fudarakusan-dži]] (補陀洛山寺, Fudarakusan-dži) | budistični tempelj tendai    | Načikacuura-čō, Higašimuro-gun, Vakajama-ken                 |       |
| Kōjasan         | [丹生都比売神社] Napaka: {{Transl}}: transliteration text not Latin script (pos $1) (pomoč) (Svetišče Niucuhime, Niucuhime-džindža glavno svetišče približno 180 svetišč Niucuhime po vsej državi) | šintoistično svetišče        | Kacuragi-čō]], okrožje Ito, Vakajama-ken                     |       |
| Kōjasan         | Kongōbu-dži (金剛峯寺, Kongōbu-dži glavni tempelj budizma Kōjasan šingon) | budistični tempelj šingon    | Kōja-čō, Ito-gun, Vakajama-ken                               |       |
| Kōjasan         | Džison-in (慈尊院, Džison-in) | budistični tempelj šingon    | Kudojama-čō, Ito-gun, Vakajama-ken                           |       |
| Kōjasan         | Svetišče Niukanšōfu (丹生官省符神社, Niukanšōfu-džindža) | šintoistično svetišče        | Kudojama-čō, Ito-gun, Vakajama-ken                           |       |
| Romarske poti   | Ōmine Okugakemiči (大峯奥駈道, Ōmine Okugakemiči »globoka notranja pot velikih vrhov«) | pohodna pot                  | Vasi med Naro in prefekturo Vakajama                         |       |
| Romarske poti   | Kumano Kodō (熊野参詣道) - Nakahechi (中辺路), including reka Kumano (熊野川) - Koheči (小辺路) - Ōheči (大辺路) - Isedži (伊勢路)                                                                 | pohodna pot                  | Preko prefektur Mie in Vakajama                              |       |
| Romarske poti   | Kōjasan čōiši-miči (高野山町石道, Kōjasan Čōišimiči) | pohodna pot                  | Vasi v okrožju Ito, Vakajama-ken                             |       |